# Ondara
Ondara es un municipio y localidad de la provincia de Alicante, en la Comunidad Valenciana. Se encuentra en la comarca de la Marina Alta. Cuenta con una población de 7522 habitantes (INE 2024).

## Geografía
Está situado al noreste de la comarca de la Marina Alta, en la depresión prelitoral del norte del prebético valenciano. Las estribaciones de la sierra de Segaria, en la zona norte del término, constituyen las únicas elevaciones de su territorio, por lo demás bastante llano. Lo cruzan el barranco de la Fusta y los ríos Verde y Girona que comienza a construir su delta aguas abajo de la villa.
El núcleo urbano principal se encuentra a 5 km de la costa mediterránea a orillas del río Girona. Su término municipal (sin acceso al litoral) es prácticamente llano, a excepción de la sierra de Segaria (370 m), situada en la parte noroeste del municipio.
Su término municipal limita con los de Beniarbeig, Benimeli, Denia, Pedreguer y Vergel.
Tiene un clima típicamente mediterráneo, con inviernos suaves y veranos calurosos, siendo la temperatura media anual de 18 °C.

## Historia
Los primeros vestigios de asentamientos humanos próximos a Ondara se localizan en las cuevas del Colom y del Corb (Paleolítico mediano) y cueva Fosca (Eneolítico) en la sierra de Segaria, y en la cima de ésta, con un poblado ibérico.
Sobre las distintas teorías que explicarían el topónimo parece que la del profesor Manuel Sanchis Guarner sea la más rigurosa. Según él, procedería de ondar, vocablo ibérico que significa arenal. Especial interés tienen, por su proximidad al casco urbano actual y ligado a la llegada de colonos romanos a Denia, la aparición de varias villas, necrópolis y cerámica romana en las partidas del Pla de la Font, Pujades y Vinyals, donde se han recuperado numerosos vestigios.
Tanto el pueblo (llamado entonces Ondia) como su castillo son de origen musulmán. Existe constatación documental de que el Cid Campeador ocupó temporalmente el castillo, desde donde amenazó en 1089 la ciudad de Denia, que pertenecía en ese momento al rey de Lérida de la dinastía hudí Al Mundir al-Hayib.
Posteriormente, fue atacada por Alfonso I el Batallador en el curso de su expedición militar por Andalucía en 1125.
No obstante, es el rey Jaime I de Aragón quien entró en el lugar el 6 de junio de 1244 y la anexionó al Reino de Valencia. Durante este tiempo, el pueblo perteneció, a veces a los reyes, otras a diversos señores particulares, como Berenguer de Pablo, Pedro Episcopal, etc. En 1323 se dieron, población y término, por el rey Jaime II a su hijo Pedro, Infante de Aragón. 

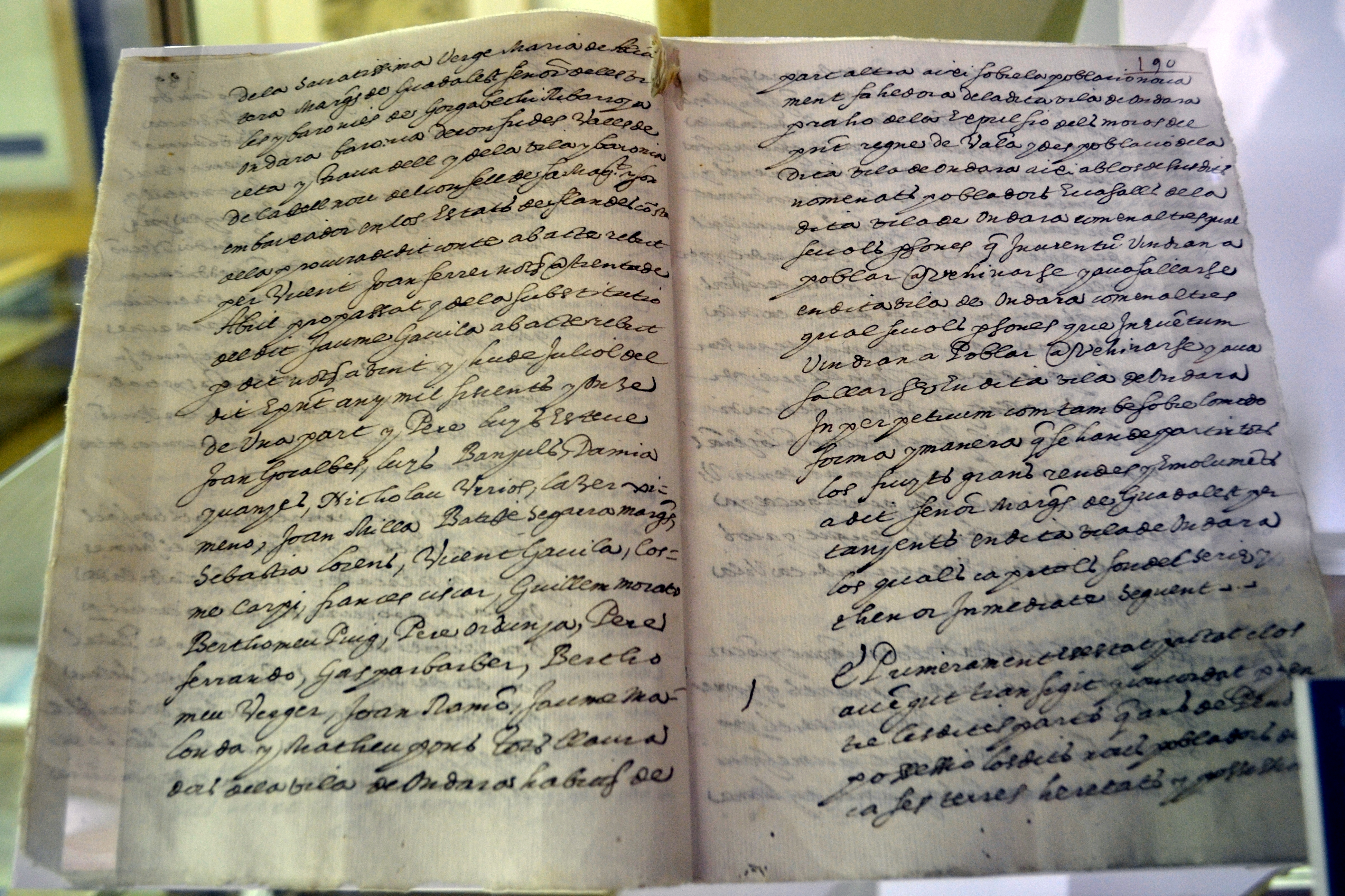
Carta puebla de Ondara de 1611. Archivo del Reino de Valencia

A principios del siglo XVI, Ondara será escenario de algunos pasajes bélicos de la guerra de las Germanías (1520-1523). Estuvieron Vicente Peris, líder del movimiento agermanado, y el Marqués de Zenete, hermano de Diego Hurtado de Mendoza, virrey de Valencia, por el otro bando.
La población siguió siendo mayoritariamente de religión islámica hasta la expulsión de los moriscos en 1609, tras la que la población pasó de 1000 a 200 habitantes. Nuevos pobladores procedentes de otros lugares de la comarca y de Baleares vinieron entonces a llenar el vacío demográfico producido.
El siglo XVII será un periodo de lenta recuperación demográfica y económica, con algunos brotes de peste bubónica, hasta llegar a la Guerra de Sucesión, donde su participación activa a favor del Archiduque Carlos de Austria, le supuso, después de la derrota, una venganza por las tropas borbónicas. Ondara fue quemada y saqueada.
El cultivo de la pasa fue el motor del crecimiento urbanístico del siglo XIX, que se vio truncado por la epidemia de filoxera de principios del siglo XX; ésta acabó con la economía local y condenó a los ondarenses a la emigración, sobre todo a Argentina y a la Argelia francesa.

## Geografía humana

### Demografía
Cuenta con una población de 7522 habitantes (INE 2024).
| Gráfica de evolución demográfica de Ondara entre 1842 y 2021 |
| |
| Población de derecho según los censos de población del INE. Población de hecho según los censos de población del INE.En este censo se denominaba Ondara y Pamis: 1842. |

| Población | 2598 | 3386 | 3508 | 2734 | 2289 | 2733 | 2778 | 3030 | 3339 | 3868 | 4336 | 4776 | 5310 | 6006 | 6217 | 6457 | 6657 |

### Economía

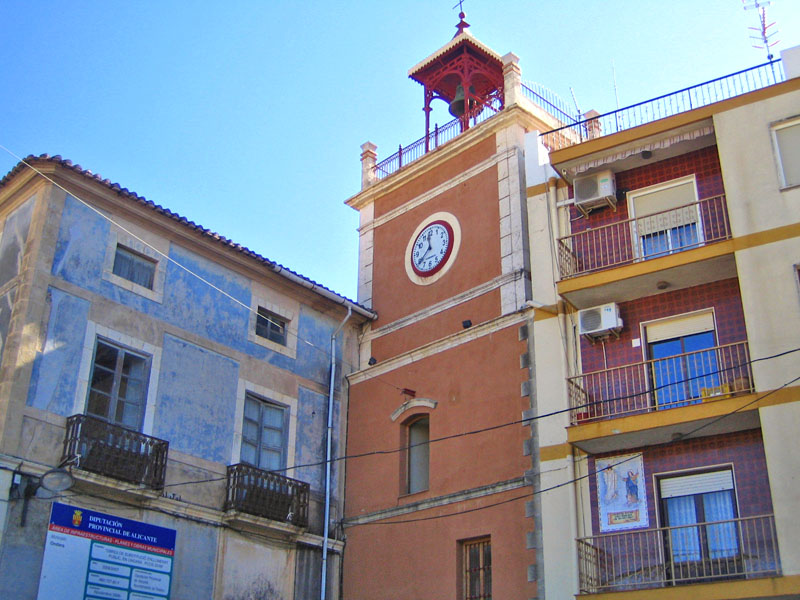
El campanario es uno de los símbolos de Ondara

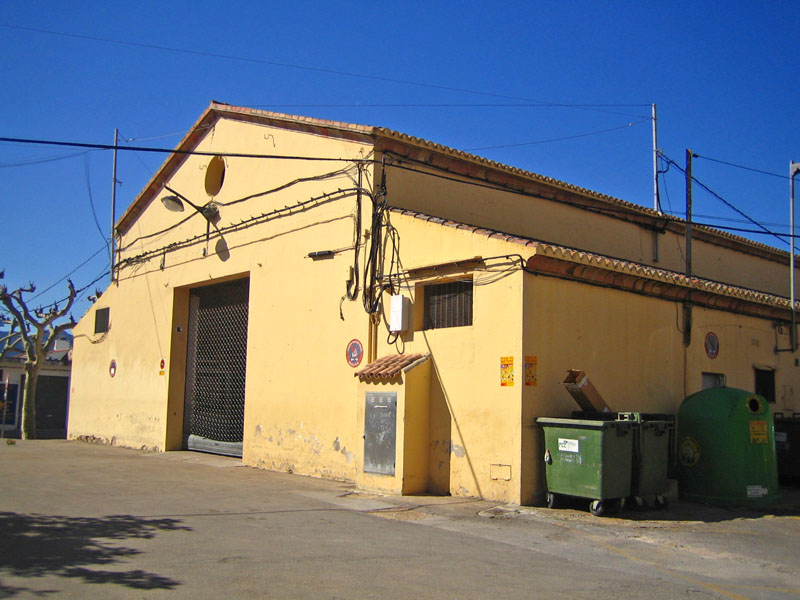
El Mercado del Prado es un referente importante de la villa

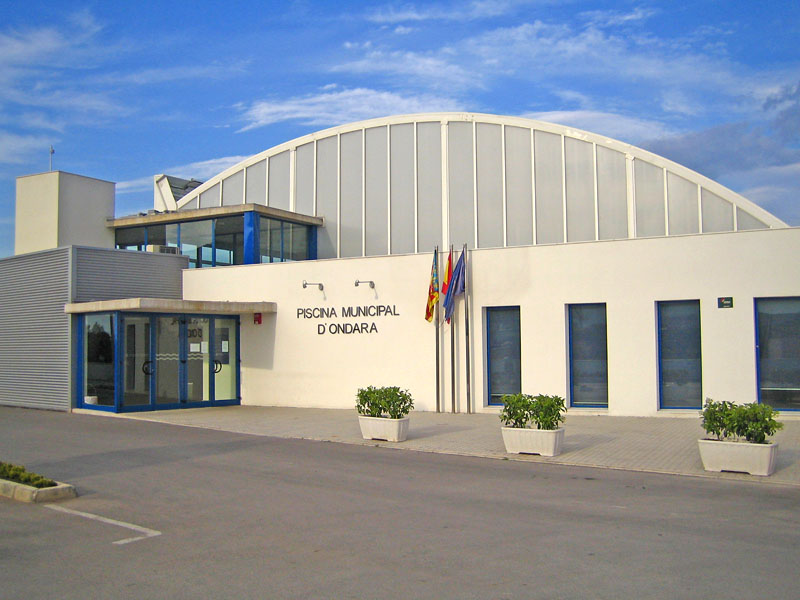
Piscina municipal

Su economía es básicamente agrícola (cítricos), pero su proximidad a núcleos turísticos importantes (Denia, Jávea...) hace que juegue un papel importante el sector servicios. La artesanía a base de mimbre y paja constituye, al igual que en las localidades vecinas de Gata de Górgos y Pedreguer, una verdadera industria.

## Política
| Periodo   | Nombre                                           | Partido             |
| --------- | ------------------------------------------------ | ------------------- |
| 1979-1983 | José Moncho Salort                               | PSPV-PSOE           |
| 1983-1987 | Antoni Ramis Bolufer                             | PSPV-PSOE           |
| 1987-1991 | Antoni Ramis Bolufer Robert Miralles i Cebrià    | PSPV-PSOE UPV       |
| 1991-1995 | Robert Miralles Cebrià                           | UPV                 |
| 1995-1999 | Robert Miralles Cebrià                           | UPV-BNV             |
| 1999-2003 | Josep Grimalt Mestre José Joaquín Ferrando Soler | BNV PP              |
| 2003-2007 | José Joaquín Ferrando Soler                      | PP                  |
| 2007-2011 | José Joaquín Ferrando Soler                      | PP                  |
| 2011-2015 | José Joaquín Ferrando Soler                      | PP                  |
| 2015-2019 | Zeus Serrano Soler José Ramiro Pastor            | Compromís PSPV-PSOE |
| 2019-2023 | José Ramiro Pastor                               | PSPV-PSOE           |

## Patrimonio
- Torre del reloj. Es la única torre que queda en pie de las cuatro con que contaba el antiguo castillo musulmán de Ondara. Acoge el reloj del pueblo, con un impresionante mecanismo de principios de siglo y un campanario artístico.

- Ayuntamiento. El edificio, levantado en la primera mitad del siglo XVII por los franciscanos mínimos sobre un solar dado por el Marqués de Guadalest, es de planta cuadrada, con un claustro central, y se trata del convento, propiamente dicho, o casa habitación de los frailes.

- Convento. Es un edificio que data del siglo XVII, de un estilo poco definido y sencillo. Denominado históricamente como Convento de la Purísima Concepción, en realidad se trata de la iglesia del convento contiguo, hoy Ayuntamiento. En la actualidad guarda la imagen de la Virgen de la Soledad, patrona de Ondara. Fue fundado por la orden de los franciscanos mínimos, los cuales la ocuparon hasta la desamortización, a mediados del siglo XIX.

- Iglesia parroquial. Es la sede de la parroquia de Santa Ana. Edificio construido en la segunda mitad del sigo XVI, ha sido rehabilitado recientemente. No posee un estilo definido.
- Capilla del Cristo de la Agonía. Construida a finales del siglo pasado, junto con la ampliación del pueblo, ubicada en La Era, junto al Aulario de Música. Fue ampliada recientemente con un estilo contemporáneo. Alberga las imágenes del Cristo de la Agonía junto a San Juan i María Madre dios al pie de la cruz y la imagen de la Virgen Dolorosa en el lateral.

- Plaza de Toros. Fue construida entre finales del siglo pasado y principios del actual con algunos elementos de estilo arabesco y con una sólida estructura de mampostería y mortero. Inaugurada el 28 de octubre de 1901, fue destruida casi completamente en la guerra civil española y reconstruida en 1957.

- El Azud. Es una pequeña presa de piedra, de origen musulmán. Lugar fresco en verano gracias a los olmos que surcan la vera del barranco, y de esparcimiento para los pequeños. Se ha repoblado de aves como patos, gansos y ocas, aunque actualmente no se ven a menudo.

- Parque Público Segaria. Área recreativa municipal de 94 000 m² situada en la sierra de Segaria. Construida con fondos europeos en 1996, cuenta con los elementos imprescindibles para pasar un día ideal al aire libre. El acceso se realiza a través de un camino rural, a la derecha de la carretera local del Puente del Vergel a Beniarbeig.

- El Sueño Jardín Botánico. Jardín privado que se puede visitar. Una de las mayores colecciones de cactus y crasas de toda Europa. Puedes visitar su cueva, estanque, bodega y museo de fósiles y minerales, así como degustar algún fruto exótico de temporada.

## Fiestas
- Fiestas patronales. Se celebran el segundo fin de semana de julio en honor a la Virgen de la Soledad. Es la fiesta religiosa más importante del pueblo y de un gran renombre en la comarca.

- San Jaime. Son las fiestas populares y las más participativas. Las organiza el Ayuntamiento. Los actos principales son las entradas de toros, desde la calle Mayor hasta la plaza de toros.

Actualmente la mayoría de actividades está orientadas alrededor de las peñas y quintadas, organizadas en garitos.
- Fiestas del barrio del Cristo. Se celebran a medianos de junio, principalmente en el barrio Sud de la población donde se encunentra la capilla que alberga la imagen del Santisimo Cristo de la Agonía, patrón del barrio ubicado en el parque de La Era, junto al Aulario de Música.
- Semana Santa. Se celebra al igual que en el resto de país, la semana previa al Domingo de Pascua, empieza el sábado de Domingo de Ramos con la representación de La Passió que representa el calvario desde la Última cena hasta el momento de la crucifixión (íntegramente en valenciano). Se celebran procesiones cada día excepto el Jueves Santo, empezando por el Domingo de Ramos desde la capilla del Cristo hasta el edificio El Prado, donde se realiza la numerosa eucaristía para cofradías y pueblo en general. El lunes procesión de La Amargura con las imágenes de La Verónica y Cristo Nazareno. El Martes procesión del Encuentro Doloroso  con las imágenes de La Dolorosa y el Cristo de la Agonía. El miércoles procesión del silencio con las imágenes de La Piedad y Santo Sepulcro. Por último, el Viernes Santo, se celebra a las 7:00 de la madrugada el Viacrucis desde la iglesia parroquial hasta el cementerio de Ondara con la cruz del Cristo de La Misericordia. Por la noche, procesión del Santo Entierro, donde salen las anteriores imágenes más la Patrona del pueblo la Virgen de la Soledad. El sábado se celebra la Gran Vigila Pascual y el Domingo se celebra la resurrección de Jesucristo con el Encuentro a las 8:00 de la mañana en la plaza Mayor.

## Medios de Comunicación
- Radio municipal: Radio la Veu D'Ondara 107.4 Fm